# Groene wevermier
De groene wevermier (Oecophylla smaragdina) is een mierensoort uit de onderfamilie schubmieren (Formicinae). De wetenschappelijke naam van de soort is voor het eerst geldig gepubliceerd in 1775 door Johann Christian Fabricius.
De soort komt voor in tropische gebieden van Azië en Australië (Northern Territory en Queensland).
O. smaragdina is een mierensoort die leeft in bomen. De mieren weven een nest van levende bladeren die door een zijdeachtige substantie worden bijeengehouden. Die wordt niet door de volwassen mieren geproduceerd maar door hun larven, die hiervoor speciale klieren bezitten. Om bladeren aaneen te weven houdt een rij mieren op een bladrand met hun kaken een ander blad in de gewenste positie, terwijl andere mieren met een larve tussen hun kaken naar de gewenste plaats komen, waar de larven hun zijde uitscheiden.
Een kolonie bestaat uit meerdere nesten, in een of meerdere bomen of struiken. De nesten bevinden zich vaak hoog in de bomen. Het zijn territoriale dieren. De werkmieren patrouilleren een territorium in drie dimensies dat zowel de bomen of struiken omvat met hun nesten als de grond eronder. Indringers  (mieren en andere ongewervelde dieren) worden gedood en naar de nesten gesleept. De mieren leven in symbiose met honingdauw-afscheidende insecten zoals bladluizen, schildluizen en bochelcicaden.